# Ahmad ibn Idris
Aḥmad ibn Idrīs (Meisūr, 1760 – Sabyā, 1837) è stato un mistico musulmano marocchino.
Riceve la sua formazione a Fez (Marocco) all'epoca centro culturale più importante del Maghreb. Dopo una serie di viaggi tra l'Egitto e l'Africa orientale si stabilisce nella Penisola araba proprio nel periodo dell'espansione degli Wahabiti. Ibn Idris si trova a La Mecca al tempo della prima occupazione wahhabita del 1803. Vi rimane fino alla riconquista egiziana del 1813 a seguito della quale è costretto a lasciarla a causa delle polemiche condotte dagli ʿulamāʾ locali che lo accusano di simpatie wahhabite. Si trasferisce allora nello 'Asir, ancora sotto controllo wahhabita e vi resta sino alla morte.

Ibn Idris concorda con i Wahabiti sulla critica all'interpretazione tradizionale delle scuole islamiche e sulla riprovazione degli eccessi legati alla venerazione delle tombe ma diverge con essi non considerando affatto Ibn Arabi un eterodosso (gli stessi suoi discepoli praticano rituali rigettati dai Wahabiti) e criticando l'esclusivismo wahhabita. Pur non avendo mai fondato una confraternita sufi, Ahmad ibn Idris è all'origine di una tradizione sufi che ha avuto grandissima influenza nel XIX secolo. Al suo insegnamento diretto si ricollegano i fondatori di nuove confraternite come la Sanusiyya, la Khatmiyya e la Rashidiyya. La via muhammadiana, cui si riconnettono tutte le comunità sufi,  indica il metodo dei mistici che si conformano esteriormente e interiormente al modello di Maometto, seguendone l'esempio ed esercitando una particolare devozione nei suoi riguardi. Il percorso di arrivo di questa "via" è la visione del Profeta allo stato di veglia. L'amore mistico per il Profeta e la fedeltà alla Sunna sono complementari. Nel pensiero di Ahmad ibn Idris l'accesso alla santità attraverso la visione del Profeta Maometto coesiste con il riconoscimento della validità delle altre "vie" sufi.
Le vie sono tanto numerose quanto i respiri delle creature. [...] Non accade mai che due santi si trovino sulla stessa via. [...] Ogni singola creatura di Dio è unica per costituzione, colore, linguaggio e carattere, cosicché non c'è alcun essere umano che sia preceduto o seguito da qualcuno che sia identico a lui sotto tutti gli aspetti [...]. Di ogni singolo essere che Dio ha creato si può quindi dire che non c'è niente che gli assomigli.
Questa valorizzazione della diversità è direttamente collegata a una certa concezione dell'interpretazione spirituale delle Scritture. Fra i "miracoli" che vengono attribuiti ad Ahmad ibn Idris c'è il fatto che non interpretava mai allo stesso modo lo stesso versetto del Corano: la sua comprensione del testo veniva rinnovata ad ogni nuova lettura, questo poiché i significati del Libro sono infiniti e quindi esso è all'origine di una rivelazione ininterrotta.
Trascorse la vita in Egitto e in Arabia. La sua regola mistica, austera e imperniata sull'imitazione di Maometto, è di rigorosa ortodossia, e dal suo nome è chiamata Idrīsiyya.
Gruppi di suoi seguaci sono ancora a Il Cairo e in Alto Egitto, nel ‘Asīr e in Somalia (dove invece si chiamano Aḥmadivya). Molte altre confraternite musulmane, pur con diversi nomi, fanno capo a questo caposcuola, uno dei più eminenti dell'islamismo moderno.